# Harwood Sturtevant
Harwood Sturtevant (* 30. Juni 1888 in Michigan; † 16. April 1977) war ein amerikanischer Priester der Episkopalkirche der Vereinigten Staaten von Amerika und Bischof der Episcopal Diocese of Fond du Lac in Wisconsin.

## Leben

### Jugend
Sturtevant wurde am 30. Juni 1888 in Michigan geboren und wuchs Delavan (Wisconsin) auf, wo er seinen Highschool-Abschluss erwarb. Er besuchte die University of Michigan, wo er Mitglied der akademischen Ehrengesellschaft Phi Beta Kappa wurde. Er setzte seine Ausbildung am Western Theological Seminary (heute: Seabury-Western Theological Seminary) in Evanston, Illinois fort und erwarb einen Doctor of Divinity.
Er heiratete Mary M. Williams, mit der er den Sohn Harwood, Jr. und zwei Töchter, Rebecca und Mary Virginia, hatte.

### Priesterschaft
Der Bishop of Milwaukee, Rt. Rev. William Walter Webb, ordinierte ihn 1915 zum Diakon und zum Priester. Von 1915 bis 1918 diente er als Chaplain an der St. Alban’s School for Boys und an der St. Mary’s School for Girls in Knoxville, Illinois, sowie als Vicar der Trinity Episcopal Church, Monmouth, Illinois. Von 1918 bis 1919 diente er als Assistant and Canon an der All Saints’ Cathedral, Milwaukee, and als freiwilliger Chaplain in der United States Navy. Von 1919 bis 1929 war er Rector der St. Luke’s Episcopal Church, Racine, Wisconsin, und nahm auch die Funktion des Warden am Racine College (1928–1929) war, als Mitglied des Standing Committee and Board of Examiners für die Diocese of Milwaukee.

### Bischofsamt
Am St. Andrew’s Day, 30. November 1929, weihten ihn Reginald Heber Weller (Bishop of Fond du Lac), William Walter Webb (Bishop of Milwaukee) und Sheldon M. Griswold (Bishop of Chicago) zum Bishop Coadjutor für die Diocese of Fond du Lac. Die Sisters of the Holy Nativity beschenkten den neuen Bischof mit dem Pectoral Cross (Bischofskreuz), welches ursprünglich dem Bischof Charles Chapman Grafton gehört hatte. Sturtevant diente vier Jahre als Coadjutor, bis Weller im November 1933 in Ruhestand ging. In dieser Zeit lebte er in Appleton, Wisconsin. Sturtevant war der Vierte Bischof der Diocese of Fond du Lac. In dieser Zeit waren die Auswirkungen der Weltwirtschaftskrise und die Wunden des Zweiten Weltkrieges bestimmend. Als Bischof war er mit der Confraternity of the Blessed Sacrament assoziiert.

## Ämter
Sturtevant war zugleich Präsident des Rotary Club, Vorsitzender (Chairman) des Fond du Lac Public Forum und der Arbeit des County Red Cross während des Zweiten Weltkrieges. Er war auch im Vorstand (Trustees) des Lawrence College (der heutigen Lawrence University) und des Nashotah House Theological Seminary. Auf nationaler Ebene wirkte Sturtevant in der Standing Liturgical Commission mit und in der Forward Movement Commission. Er war Mitglied der Commission on Approaches to Unity und der ursprünglichen Delegation der Episcopal Church beim Federal Council of Churches. 1948 war er Delegierter der Anglican Communion beim Internationalen Altkatholischen Bischofskonferenz in Hilversum, Niederlande, auf Ernennung durch den Erzbischof von Canterbury. Er war zudem Mitglied des General Board of the National Council of Churches. Nach seiner Emeritierung 1956 zog Sturtevant nach Florida, wo er am 16. April 1977 verstarb.